# Third from the Sun
Third from the Sun este episodul 14 al serialului american zona crepusculară. Este bazat pe o scurtă povestire de Richard Matheson, publicată sub același nume, în primul număr al revistei Galaxy Science Fiction în octombrie 1950.

## Prezentare

### Introducere
| “ | Încheierea programului de lucru la fabrică. Acum e vremea cinei. Vreme pentru familie. Este timpul pentru o băutură rece pe verandă. Este vremea foșnetului calm al copacilor încărcați de frunze care blochează razele lunii. Și sub toate acestea, în spatele ochilor oamenilor, atârnând deasupra nopților de vară, este teroarea fără cuvinte. Căci această este liniștea dinaintea furtunii. Acesta este ajunul sfârșitului. | ” |

### Intrigă
Will Sturka, un om de știință care lucrează la o bază militară⁠(d), participă alături de ceilalți membri ai personalului la producerea unui număr imens de bombe termonucleare⁠(d) și a altor arme devastatoarea pentru un iminent război nuclear. Sturka conștientizează că există o singură cale de a scăpa de o moarte inevitabilă: să fure o navă spațială experimentală, ultrasecretă, depozitată la o bază situată în nord. Acesta plănuiește să scape alături de prietenul său, pilotul Jerry Riden, și familiile lor. Cei doi își pun bazele planului pe parcursul a luni de zile, transportând în secret provizii pe navă și pregătind cele necesare pentru plecare. Într-o după-amiază, Sturka intră în conversație cu un coleg, Carling, care îl anunță bucuros că războiul ar urma să înceapă în 48 de ore. Când Sturka își exprimă dezgustul față de potențialul holocaust, Carling este consternat și îl avertizează, precizând că Sturka trebui să aibă grijă ce spune și ce gândește.
Ajuns acasă, Sturka se destăinuie familiei sale și se simte vinovat de faptul că a contribuit la producerea armelor, însă, în încercarea de a se calma, consideră că reprezintă doar o piesă dintr-o mașinărie, iar responsabilitatea sa este doar parțială. Fiica sa menționează că atmosfera este copleșitoare, de parcă urmează să se întâmple ceva îngrozitor și că toată lumea simte acest lucru. Sturka conștientizează că timpul lor se scurge.
Sturka și Riden decid să-și pună planul în acțiune - adică să-și transporte familiile unde este adăpostită nava spațială, să intre în depozit cu ajutorul unui angajat pe care Riden l-a mituit și să părăsească planeta în grabă. Carling, bănuitor, ascultă pe furiș conversația dintre cei doi și descoperă planul acestora. Mai târziu în acea noapte, ambele familii participă la un joc de cărți, iar Riden îi dezvăluie că în timp ce testa nava spațială, armata a descoperit o mică planetă aflată la o distanță de 11 milioane de mile, care adăpostește o civilizație asemănătoare - locul perfect în care se pot refugia. În timpul jocului, Carling își face în mod neașteptat apariția și face aluzii la planul grupului. De asemenea, sugerează o posibilă problemă: „Se pot întâmpla multe în 48 de ore”. După ce Carling pleacă, Sturka este contactat de superiorii săi și îi ordonă să se prezintă la bază. În următorul moment, cei doi le spun soțiilor că trebuie să părăsească imediat planeta.
Ajunși la baza din nord, Sturka și Riden își observă persoana de contact, care le atrage atenția cu ajutorul unei lanterne. Când se apropie însă, persoana în cauză este Carling cu un pistol în mână. Acesta îi obligă pe cei doi să urce în mașina și se pregătește să contacteze autoritățile. De asemenea, le ordonă femeilor să părăsească autovehiculul. Jody, fiica lui Sturka, deschide brusc portiera mașinii, iar Carling scapă arma din mână și este doborât de bărbați. Grupul reușește să scape de gardieni și să părăsească planeta.
Mai târziu în acea seară, grupul călătorește prin spațiu spre planeta recent descoperită de armată. Sturka este uimit de faptul că există oameni în lumea extraterestră spre care se îndreaptă. Riden identifică pe ecranul navei destinația lor misterioasă, aflată la 11 milioane de mile distanță - a treia planetă de la Soare, numele ei este „Pământ”.

### Concluzie
| “ | În spatele unei nave minuscule care se îndreaptă în spațiu este o planetă condamnată, aflată la un pas de sinucidere. În față se află un loc numit Pământ, a treia planeta de la Soare. Iar pentru William Sturka și bărbații și femeile care îl însoțesc, este ajunul începutului - în Zona crepusculară. | ” |

## Distribuție
- Fritz Weaver - William Sturka
- Edward Andrews - Carling
- Joe Maross - Jerry Riden
- Denise Alexander⁠(d) - Jody
- Lori March⁠(d) - Eve
- Jeanne Evans - Ann[2]
- ill J. White - gardianul (necreditat)[3]
- Vocea din difuzor - S. John Launer

## Producție
Episodul are la bază o scurtă povestire intitulată „Third from the Sun” de Richard Matheson, parte a unei colecții de povestiri publicate sub același nume și reeditată în lucrarea The Twilight Zone: The Original Series (1950). Unul dintre punctele forte ale episodului este tehnica abordată de directorul de imagine Henry Will. Regizorul Richard L. Bare, care a regizat alte șase episoade ale serialului, a decis să utilizeze lentile cu unghi larg⁠(d) și unghiuri neerlaneze⁠(d) în majoritatea scenelor, inclusiv pentru cele realizate în prim-plan. Într-o scenă memorabilă, camera este poziționată sub masa de sticlă pe care Sturka, Riden și ceilalți membri participă la un joc de cărți. Această abordare a fost sugerată de Bare, considerând că un prim-plan al fiecărui jucător în timp ce conversează ar sparge zidul imaginar dintre public și actori. Conform regizorului, pentru scenele în prim-plan au fost utilizate lentile de 28mm în locul celor standard de 75mm sau 100mm. Producătorul Buck Houghton⁠(d) menționează că utilizarea lentilelor cu unghi larg era justificată de faptul că, din moment ce urma o răsturnare de situație în finalul episodului (i.e. personajele nu sunt pământene), trebuia să creăm o atmosferă stranie, să te simți neliniștit și inconfortabil.

### Distribuție
Fritz Weaver, care va apărea și în episodul „The Obsolete Man” din sezonul doi, menționa într-un interviu ca acest rol era prima sa apariție într-o producție cinematografică: 
„Eram în New York, iar agentul meu m-a contactat să-mi spună că ′Vor să-și ofere un rol într-un episod al serialului Zona crepusculară′, iar eu i-am spus ′Să-mi ofere un rol în ce?′. Nu am auzit de această producție - în ultimii nouă ani am avut doar roluri pe scenă. Am decis să accept oferta și am plecat să filmez acest program numit „Third from the Sun”, fiind de fapt prima mea apariție într-un film”.

## Recepție
Emily Van Der Werff de la The AV Club⁠(d) i-a dat nota 10 și a numit răsturnarea de situație drept „celebră în mod justificat”.